# Cybaeus hiroshimaensis
Espèce
Cybaeus hiroshimaensis est une espèce d'araignées aranéomorphes de la famille des Cybaeidae.

## Distribution
Cette espèce est endémique de Honshū au Japon,. Elle se rencontre dans les préfectures de Hiroshima, de Shimane et de Yamaguchi.

## Description
Le mâle holotype mesure 3,3 mm et la femelle paratype mesure 3,4 mm.

## Étymologie
Son nom d'espèce, composé de hiroshima et du suffixe latin -ensis, « qui vit dans, qui habite », lui a été donné en référence au lieu de sa découverte, la préfecture de Hiroshima.

## Publication originale
- Ihara, 1993 : Five new small-sized species of the genus Cybaeus (Araneae: Cybaeidae) from the Chugoku District, Honshu, Japan. Acta Arachnologica, vol. 42, no 2, p. 115-127 (texte intégral).